# Équipe du Nigeria masculine de handball
L'équipe du Nigeria de handball masculin est la sélection nationale représentant le Nigeria dans les compétitions internationales de handball masculin.
Lors de sa seule participation au Championnat du monde en 1999, le Nigeria termine à la 23e place.
C'est aux Jeux africains que les Nigérians obtiennent leurs meilleurs résultats avec quatre médailles de bronze remportées en 1991, 1995 (en), 2003 (en) et 2024.
La meilleure performance du Nigeria au Championnat d'Afrique des nations est une 4e place en 1998.
La sélection termine 7e du Championnat des pays émergents en 2019 et en 2023.